# ドリルジャンボ

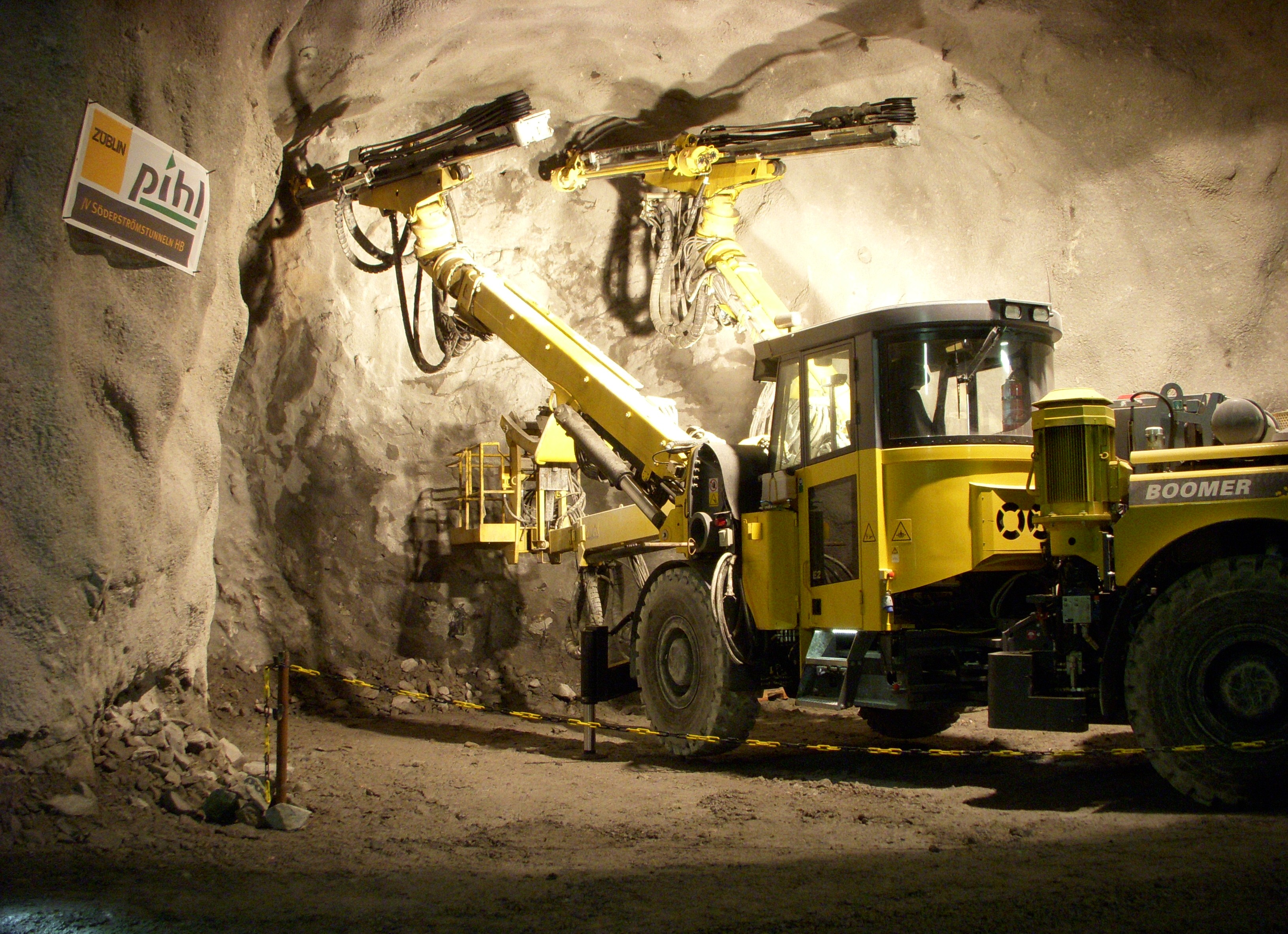
エピロックのBoomer

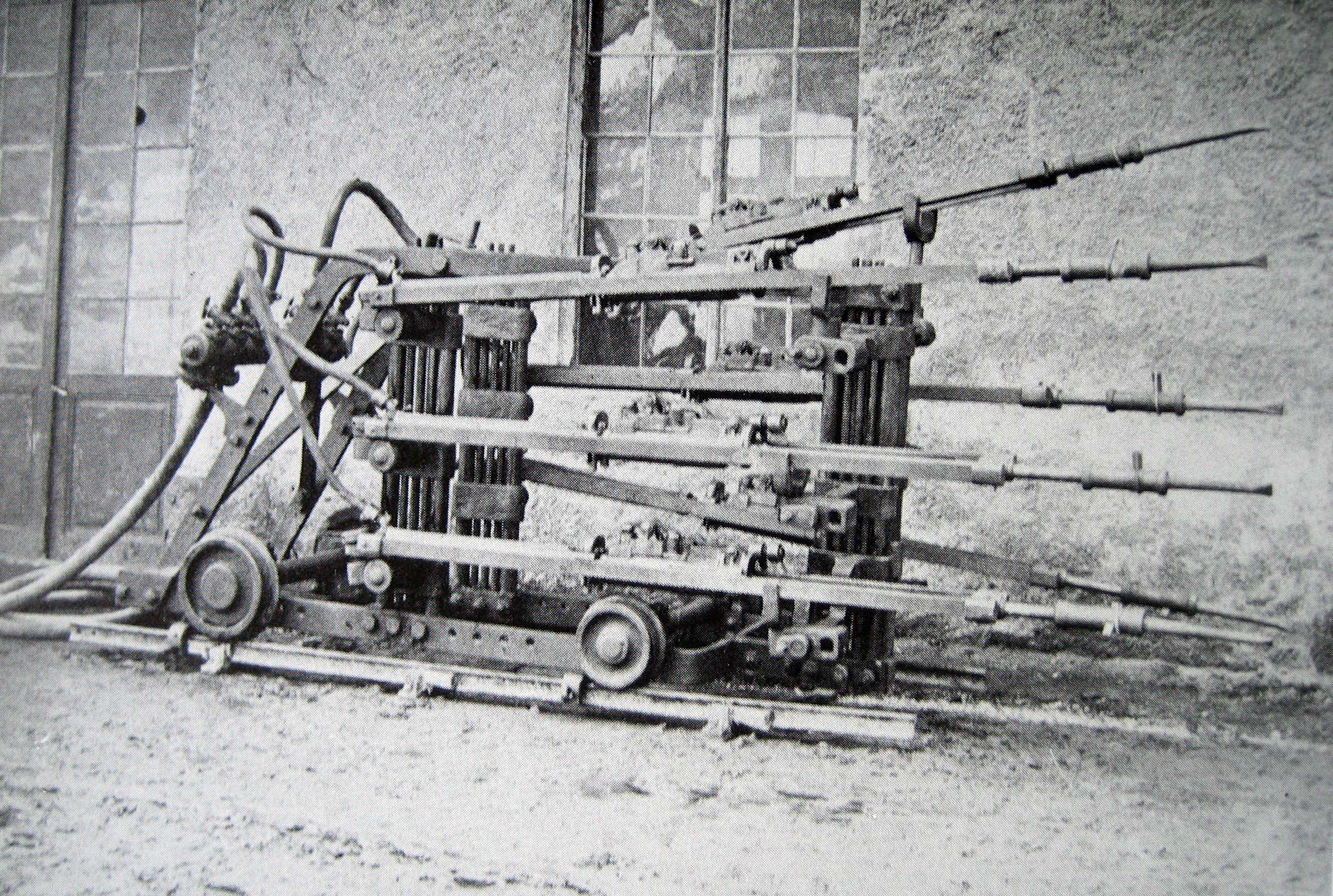
レール稼働式の6アームドリルジャンボ

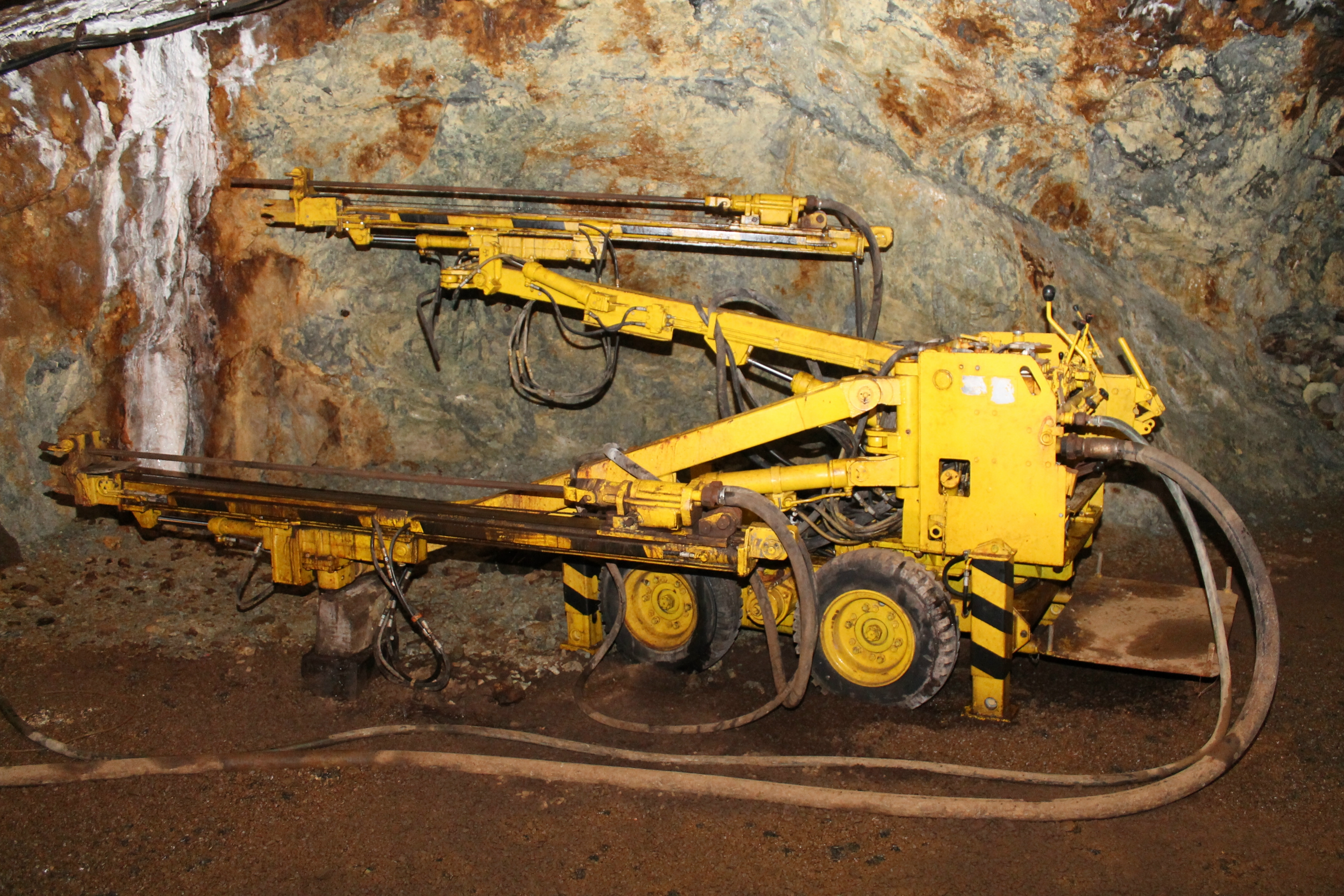
小型2アームドリルジャンボ

ドリルジャンボ（drill jumbo）は、トンネル掘削などに使用される掘削機。

## 用途
ドリルジャンボは通常、地下の掘削においてせん孔と発破による採掘を行う場合に使用される。

## 機能・構造
ドリルジャンボは複数の掘削アームおよびプラットフォームで構成される。プラットフォームには作業者が搭乗し、爆薬を掘削した穴に装填したり掘削アームの切羽を調節するなどの作業を行う。現代のドリルジャンボは比較的大型だが、狭い場所で使用することを目的とした小型のものもある。ゴムタイヤを装着し、ディーゼルエンジンで動くものが一般的だが、鉄輪を装着し、レールの上を走るものや、ソリを装着した一輪のものも存在する。また、アームの動力は電気が一般的となっているが、過去のドリルジャンボは圧縮空気を動力源としていた。電気や圧縮空気は排ガスを出さないので、換気の悪い狭いトンネルでの作業には適していた。

## 主なメーカー
- 古河ロックドリル
- サンドビック
- エピロック